# 長沢宏行
長沢 宏行（ながさわ ひろゆき、1953年4月26日 - ）は、兵庫県出身の野球指導者、ソフトボール指導者、保健体育教諭。

## 経歴
兵庫県出身。高校時代は、西宮市の阪神甲子園球場で開催される、全国高等学校野球選手権大会において、各校のプラカードを持ち先導を担当する、西宮市立西宮高等学校に在籍。高校時代は、4番を打ち、主将も務めた。
同校を卒業後は、首都大学野球連盟所属の日本体育大学に進学。
大学卒業後は、女子ソフトボール部の指導者として、夙川学院高等学校で指導に当たる。
1996年アトランタオリンピックでは、女子ソフトボール日本代表のヘッドコーチを務めた。
2003年には、鹿児島県の神村学園高等部に赴任し、野球部の監督に就任。2005年春開催の第77回選抜高等学校野球大会に出場し、野上亮磨らを擁し、初出場ながら準優勝の成績を修めた。
その後は、岡山県の環太平洋大学の野球部監督を経て、2010年からは系列校の創志学園高等学校の野球部監督に就任し、学校・野球部の創立僅か1年ほどで、2011年春開催の第83回選抜高等学校野球大会に初出場。創部1年で出場するのは同校が初めてであった。2022年4月30日に夏の大会をもって野球部監督を退任する意向を表明。後任には、神奈川県の東海大学付属相模高等学校野球部前監督で全国優勝の経験もある、門馬敬治が同年秋以降に就任することが発表された。長沢にとって最後の夏は岡山県大会で優勝し、第104回全国高等学校野球選手権大会に出場することが決定した。1回戦で青森県の八戸学院光星高等学校に7対3で敗れ、創志学園高校監督としての最後の夏を終えた。長沢によると、野球に対しての情熱は枯れておらず、指導者は引退せず、他チームからのオファーがあれば今後も指導を執る予定であるとしている。
2022年10月1日からは、父の出身地で自身の先祖の記録が室町時代から残るゆかりの地の兵庫県丹波篠山市の県立篠山産業高校野球部の監督に就任する。監督就任にあたり、丹波篠山市は同年秋に非常勤の特別職として「スポーツ振興官」の役職を新設し、長沢が就任する。契約期間は、2026年3月迄でスポーツ振興全般に取り組む。

## 著名な教え子

### 神村学園高
- 野上亮磨
- 尾中博俊（大学においても指導）

### 環太平洋大
- 亀澤恭平
- 又吉克樹
- 松本直晃

### 創志学園高
- 奥浪鏡
- 髙田萌生
- 難波侑平
- 湯井飛鳥
- 石原貴規
- 西純矢
- 草加勝[8][9]